# Crisis de las Carolinas
La llamada Crisis de las Carolinas fue un conflicto que enfrentó en 1885 a España con Alemania por la posesión del archipiélago de las islas Carolinas en el océano Pacífico.
Desde el comienzo de la década, comprobando la antigüedad y el desgaste de la flota construida en tiempos de Isabel II, habían tenido lugar sucesivos, aunque por el momento frustrados, intentos de reconstruir la escuadra. Así conocieron la luz los proyectos de escuadra de Durán (1880), Pavía (1883) y Antequera (1884). Pese a estos fracasos, la urgencia de dotar al país de unas adecuadas fuerzas navales en una época progresivamente convulsa en un ultramar colonial, hizo que se encargaran fuera de programa una larga serie de unidades. Sin embargo, pocas de estas estaban disponibles cuando estalló una crisis que amenazó por un momento por comprometer tanto la integridad de España como la de su sistema político.

## Antecedentes
Las islas Carolinas fueron descubiertas el 22 de agosto de 1526 por los exploradores españoles Toribio Alonso de Salazar y Diego de Saavedra,[cita requerida] avistando la isla de San Bartolomé o Taongui. El 1 de enero de 1528 el descubridor Álvaro de Saavedra tomó posesión en nombre del rey de España de las islas de Uluti, siendo visitado el archipiélago en 1542 (islas Matelotes), 1543, 1545 y por Legazpi en 1565.
En el Pacífico español, amplias zonas estaban solo teóricamente bajo el dominio de la Corona española. Esto planteaba serios problemas en la era del imperialismo, máxime cuando, junto con África, el Pacífico era una de las zonas sin repartir entre las potencias y, a diferencia del continente negro, sin planificación colonial. En el Pacífico no se había llegado a un acuerdo internacional como el de Berlín de 1885.
Los problemas de España comenzaron a ser manifiestos desde 1870, pues tanto el Imperio británico como el Imperio alemán tenían intereses en Joló y el Borneo Septentrional lo suficientemente importantes como para poner en cuestión la soberanía española sobre tales territorios. El asunto se demoró en unas largas negociaciones diplomáticas, no exentas de alguna acritud e incidentes, hasta su resolución por el protocolo del 7 de marzo de 1885, cediendo España el norte de Borneo a los británicos a regañadientes y concediendo franquicias comerciales en Filipinas.
Pero la redistribución de los territorios situados bajo una discutible soberanía española no acabó en marzo de 1885; poco después, en abril y tras un cambio de notas, Londres y Berlín llegaban a un acuerdo sobre esferas de influencia que colocaba dentro de la alemana al archipiélago de las Carolinas.
Aunque descubierto por los españoles y tradicionalmente considerado posesión española, el archipiélago no había sido objeto de asentamiento ni de ocupación por parte de España. Los únicos actos de soberanía por parte de España en todo el siglo XIX se debían a unas reclamaciones del cónsul español en Hong Kong en 1875 y a la visita del crucero Velasco en febrero de 1885. Por el contrario, se habían instalado allí unos misioneros estadounidenses y comerciantes de distintas nacionalidades.

## Partida de las expediciones
Decidida por parte española la ocupación y toma de posesión efectiva, se preparó en Manila una expedición compuesta por los transportes de guerra Manila y San Quintín, al mando del capitán de fragata Guillermo España, llevando como gobernador de las islas al teniente de navío Enrique Capriles y Osuna. Los dos buques zarparon de Manila el 8 y 10 de agosto de 1885, respectivamente. Sin embargo, a los jefes de la expedición no se les dio ninguna orden de apresurarse o fue puesto en su conocimiento la situación; solo se les recomendaba respecto a buques intrusos que 

si... intentaran ejercer actos de soberanía, se les hará comprender con toda la prudencia posible que la situación de aquellas islas ha variado por completo desde que el gobierno de S. M., en uso de su legítimo derecho, ha establecido allí su pabellón. Si a pesar de ello insistieran en su temeraria empresa, se formulará la correspondiente protesta, a fin de que por el Gobierno General de este archipiélago, o el de S. M., según los casos, se hagan las gestiones oportunas en evitación de conflictos que no deben surgir dado nuestro reconocido derecho sobre aquellas islas.

El 6 de agosto verbalmente y el 11 por una nota escrita, el embajador de Alemania en Madrid, el conde Solms-Sonnewalde, anuncia al gobierno español el propósito de su país de ocupar las islas Carolinas, ya que las considera territorio sin dueño (res nullius). La contestación española se produjo el día 12, oponiéndose a tal circunstancia, pero ya los dos transportes españoles y el cañonero alemán Iltis se dirigían hacia el archipiélago.
La nota produjo un considerable revuelo en España: grandes manifestaciones patrióticas y encendidos manifiestos contra los alemanes. Dejando a un lado intereses partidistas o el vocerío de una prensa más o menos responsable, existían algunos motivos para la indignación. En primer lugar, un cierto acercamiento hispano-alemán, aunque sometido a altibajos, era visible desde hacía varios años. Fruto tangible de este acercamiento era el protocolo antedicho y las avanzadas conversaciones para ceder un depósito de carbón y otras instalaciones a Alemania en Fernando Poo.

## El incidente
El 21 de agosto y el 22, respectivamente, llegaron a Puerto Tomil (actual Yap) el San Quintín y el Manila. Pronto comenzaron los preparativos para levantar acta de posesión, que incluían la adhesión de los caciques locales y el reconocimiento para elegir el emplazamiento de la colonia.
Estando en estos trámites, fondeó el día 25, a las 5:20 de la tarde, el Iltis en medio de un chubasco y con escasa visibilidad. Los españoles no recelaron nada, pero a las 7:00 un oficial alemán se presentó en el San Quintín para comunicar oficialmente 

que había declarado solemnemente y con todos los requisitos del tratado de Berlín, todo el archipiélago bajo la protección de S. M. el emperador Guillermo de Alemania, mostrando a la vez el acta de posesión firmada, no solo por los extranjeros residentes en Yap, sino también por los residentes del país.

La reacción del gobernador español, Capriles, no se hizo esperar: 

como es posible que el comandante de dicho buque pretenda alegar derechos para sostener la ocupación... debo manifestar a V. S. que estoy resuelto a sostener izado a todo trance nuestro honroso pabellón para lo cual reclamo el auxilio moral y material de V. S.

 En efecto, Capriles había ordenado arbolar pabellón español en tierra. Al día siguiente, los alemanes protestaron porque el pabellón estaba izado «en territorio alemán».
La crisis estaba a punto de estallar y con ello el enfrentamiento armado. Las fuerzas allí presentes estaban tan igualadas, pese a contar España con un pequeño contingente de infantes de marina, que de haberse producido el enfrentamiento habría resultado en una victoria pírrica por parte de cualquiera de los dos bandos, quedando ambos sumamente debilitados.
Sin embargo, el capitán de fragata Guillermo España decidió asumir el mando, retirar la bandera y formular la oportuna protesta; las espadas, sin embargo, quedaban en alto.

## Reacción española y estado de su Armada

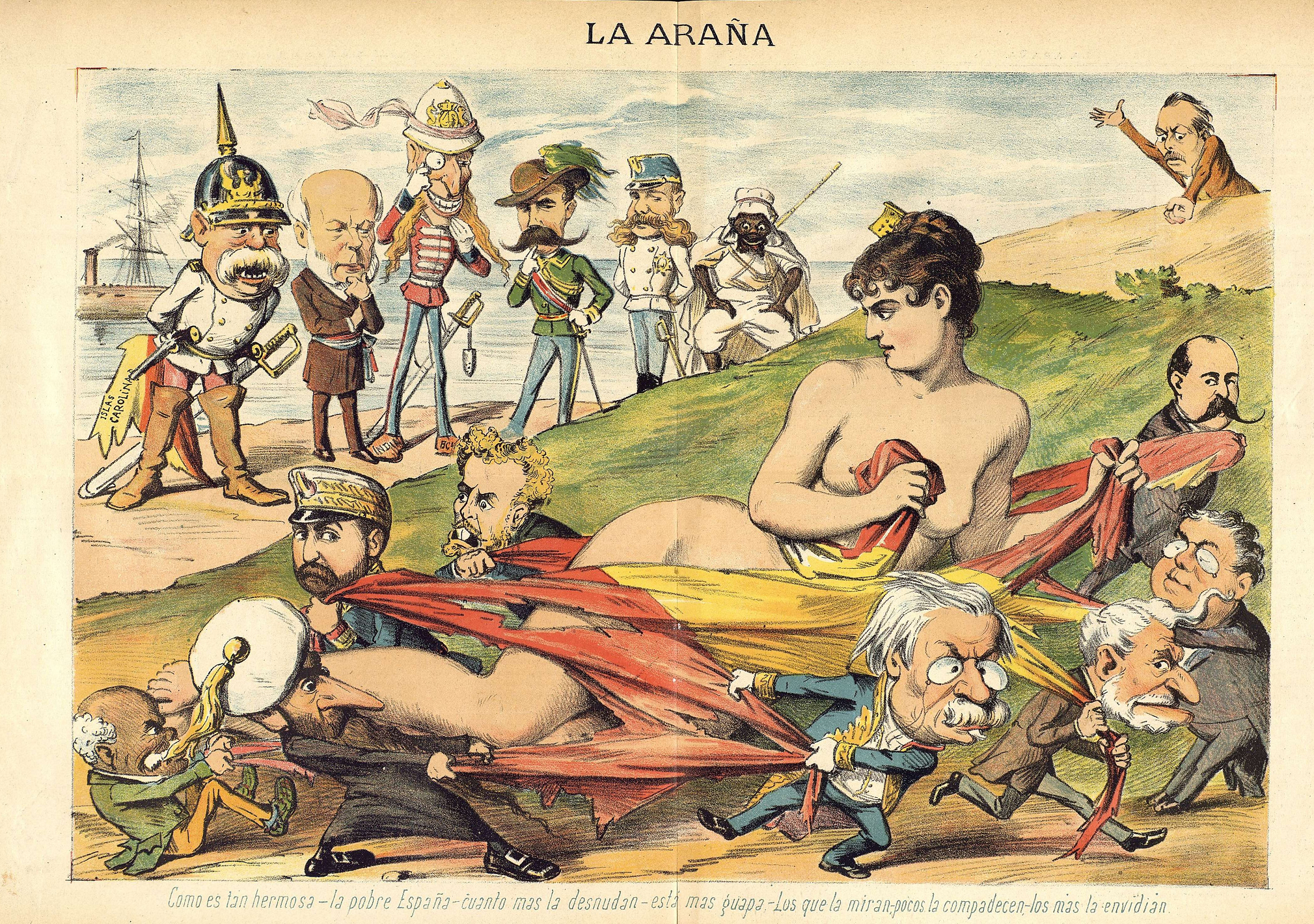
Caricatura de La Araña publicada el 22 de agosto de 1885, en plena crisis de las Carolinas. El pie de imagen dice: «Como es tan hermosa - la pobre España - cuanto más la desnudan - está más guapa - Los que la miran - pocos la compadecen - los más la envidian». Desnudando a la mujer que representa España aparecen Cánovas, Sagasta, Segismundo Moret, el pretendiente carlista Carlos VII, Francisco Romero Robledo y el general José López Domínguez. En la lejanía se escandaliza Manuel Ruiz Zorrilla. Contemplan la escena el canciller alemán Otto von Bismarck, el presidente de la República Francesa Jules Grévy y el rey de Italia, entre otros mandatarios extranjeros.

La reacción en España al saberse lo acontecido fue agria: alborotos populares, intento de ataque con rotura del escudo y bandera de la embajada alemana en Madrid, y alteraciones similares en las principales capitales. La actuación del Iltis fue considerada poco menos que pirática y abiertamente provocadora.
Aunque se era consciente de la inferioridad naval española, la opinión general era que estaba en juego la honra y que por ella se debía arrostrar cualquier inferioridad material. Así se mostró en la manifestación patriótica de Madrid, en la cual al pasar delante del Ateneo, se exhibió desde este un retrato del almirante Méndez Núñez, mientras que Alberto Aguilera repetía en su alocución la frase atribuida al marino: «más vale honra sin barcos que barcos sin honra», poniéndola como modelo de conducta en las circunstancias del momento.
Pese a los proyectos y programas navales, lo cierto es que en 1885 la Armada Real no había visto incrementados o renovados sus buques. La mayor parte de los encargados a los arsenales o al extranjero estaban aún lejos de poder entrar en servicio. Esta situación estaba empezando a minar la moral de los oficiales de la Armada.
Ya años antes, en 1881, y en la Revista General de Marina, se había publicado un artículo que intentaba predecir el resultado de una futura guerra naval. En ella, una pequeña potencia se enfrentaba a España con un único acorazado moderno. El buque enemigo, tras interrumpir el tráfico y bombardear las ciudades costeras, se enfrentaba a la escuadra española, compuesta de las ya anticuadas fragatas acorazadas Numancia, Vitoria y Zaragoza. Tras dejar atrás a la tercera por su escasa velocidad, el blindado enemigo averiaba a la segunda y hundía a la primera (insignia). El resultado no podía ser, pues, más descorazonador.
Otro artículo, del mismo Concas, escrito en 1884, reiteraba de forma más cruda lo que podría pasar: 

Los buques irán donde sea necesario y se batirán con el enemigo que Dios les depare, aunque sea un disparate, pues el honor militar y la crueldad de la opinión pública, en todas partes y en España sobre todo, dispuesta a ver a sus marinos volar la Santa Bárbara para aclamarlos en el número de los héroes y dedicarles una procesión cívica con su correspondiente responso.

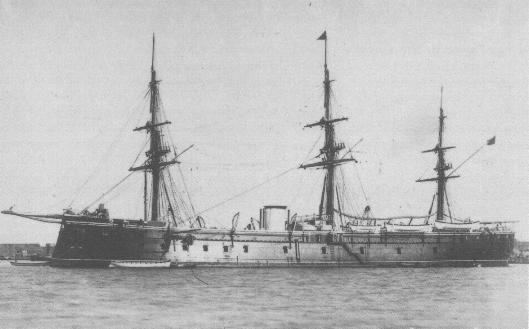
La fragata blindada Numancia antes de 1896.

Realmente, la situación de la fuerza naval era decepcionante. Atendiendo a su despliegue, la Armada española disponía de los siguientes buques:
- En la península, Baleares y Canarias se encontraban desplegadas las fragatas acorazadas Numancia, Vitoria, Sagunto y Zaragoza, las dos últimas con casco de madera, botadas entre 1863 y 1869.
- En Cuba había una vieja fragata de madera, la Concepción, dos pequeños cruceros de hierro, los Jorge Juan y Sánchez Barcaiztegui comprados en Francia al final del Sexenio. Un aviso, el Fernando el Católico, de idéntica procedencia, e igualmente metálico, y luego la habitual colección de vapores, goletas y cañoneros, por lo general en mal estado.
- En Filipinas había por su parte un crucero de madera, el Aragón, gemelo del Castilla y del Navarra, un crucero de hierro, el Velasco, un aviso, el Marqués de Duero, similar al Fernando el Católico, la corbeta de hélice Vencedora de 1861, tres goletas de hélice (Sirena, de 1863, y las Valiente y Animosa, de 1860); aparte de los transportes mencionados y pequeños cañoneros.

Pero si la fuerza naval de Filipinas se hallaba en una situación de inferioridad ya en el plano teórico, el estado real de los buques hacía su situación casi desesperada.
La obra muerta de la corbeta Vencedora se hallaba podrida, y el estado de las demás no era mucho mejor. La Sirena, por ejemplo, no había limpiado fondos en más de tres años, achaque común a las dos restantes. En todas ellas faltaban efectos.
Para colmo de desdichas, se supo que uno de los dos cruceros, el Velasco, tenía averías que si bien no le impedían navegar, solo podían ser reparadas en Hong Kong, cosa harto difícil si se rompían las hostilidades y se sucedía una previsible declaración de neutralidad por parte de los británicos.
El 15 de agosto, el gobernador del archipiélago notificaba a Capriles la situación tal como se la describía el ministro de Estado, y añadía: 

Desgraciadamente, Vd. no desconoce la falta absoluta que tenemos de medios materiales para rechazar tan inicua agresión, agravada con los temores que abriga el gobierno de S. M. de que a la vez pueda ser amenazada esta capital (Manila) por fuerzas alemanas.

Como todo refuerzo a tan débil escuadrilla, escasa o nulamente apoyada por baterías de costa o minas, solo se pudo enviar desde la península la vieja corbeta de madera María de Molina, botada en Cádiz en 1868. El 3 de enero de 1886, tras una larga travesía dilatada por el mal estado de sus calderas, que llegaron solo a dar 4,5 nudos, el María de Molina fondeó en Cavite. A partir de entonces sería usada como pontón, pues la anciana corbeta poca más utilidad tenía.
En la península, la situación no era mucho mejor. La Escuadra de Instrucción había quedado al mando del vicealmirante Juan Bautista Antequera, quien precisamente había dimitido poco antes como ministro de Marina ante el rechazo de su plan de escuadra. La escuadra se componía de las fragatas Numancia, Vitoria, Gerona y Carmen, el cañonero Paz y los torpederos Rigel y Cástor, a la que se añadieron poco después la fragata Almansa y el crucero Navarra. Es decir, dos fragatas acorazadas ya algo anticuadas, tres fragatas de madera que ya lo eran decididamente, un crucero nuevo, pero igualmente de madera, un pequeño cañonero y dos torpederos, uno de ellos armado solo con torpedos de botalón. Todos ellos en no muy buen estado, salvo el Navarra que era nuevo, pero que desde su entrada en servicio hacía un año, solo había efectuado un ejercicio de tiro.

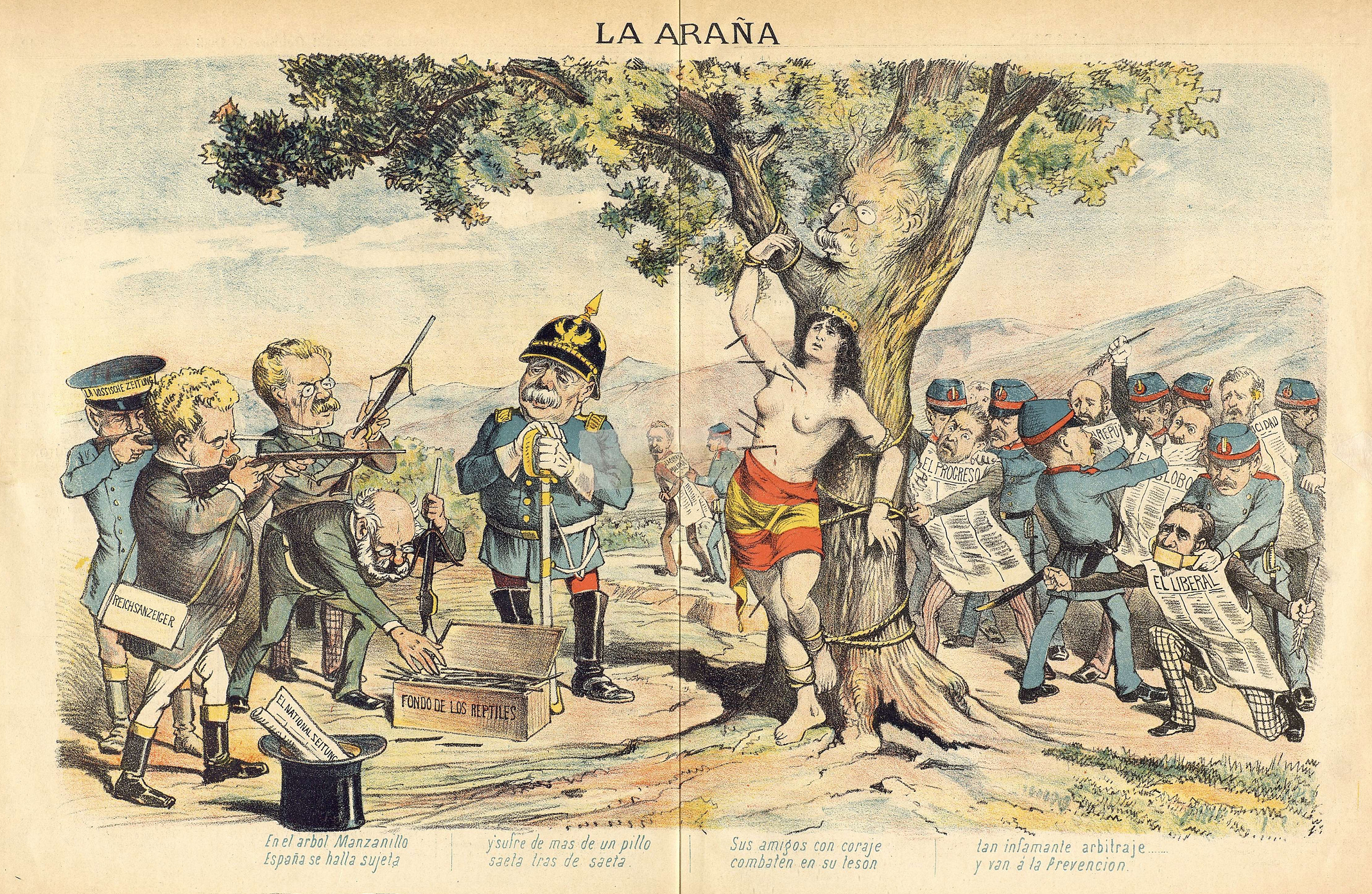
Caricatura de La Araña publicada el 2 de octubre de 1885 en plena crisis de las Carolinas. El pie de imagen dice: «En el árbol Manzanillo / España se haya sujeta / y sufre de más de un pillo / saeta tras saeta. / Sus amigos con coraje / combaten en su tesón / tan infamante arbitraje / y van a la Prevención». Representa los ataques de la prensa alemana, pagada por el canciller Bismarck, hacia España, representada por una joven semidesnuda atada a un árbol que encarna al presidente del Gobierno español Cánovas, mientras que la prensa española que intenta defenderla es censurada y sus responsables detenidos.

La escuadra se concentró en Mahón, donde el celo de Antequera obró milagros en la preparación de sus buques y dotaciones. Esta medida iba destinada a evitar un golpe de mano alemán sobre las Baleares. En efecto, se temía que se utilizaran como moneda de cambio tras la contienda, algo mucho más peligroso que el que la escuadra alemana bloqueara o bombardeara las costas peninsulares.
De cualquier modo, la situación era lo bastante grave como para arbitrar otro tipo de soluciones, y la más obvia era intentar comprar buques de guerra en el extranjero.
El 25 de agosto se enviaba una circular a los jefes de las Comisiones de Marina en el extranjero en los siguientes términos: 

Con todo sigilo y sin perder momento, sírvanse V. E. investigar los buques de combate, enteramente listos, cuya adquisición sea posible y conveniente; enviando con toda urgencia proposiciones de venta, y especificaciones de los mismos.

Nunca, como en esta ocasión, el reconocido celo e inteligencia de V. S. podrá prestar un importante servicio a la Patria.

Pese a que en todas las negociaciones de los Ministerios de Marina y Estado se encomiaba especialmente la reserva, el asunto no tardó en hacerse público, y el 5 de septiembre los periódicos belgas daban la noticia de que España pensaba gastar nada menos que «300 millones de pesetas para comprar acorazados en donde quiera que los haya». El asunto generó una serie de propuestas, por lo general poco serias.
Por su parte, en España al enterarse de esta noticia, el ardor patriótico, muy típico de su época, hizo que se abriesen suscripciones nacionales para la compra de buques de guerra. La Gaceta Universal pedía un empréstito forzoso de dos mil millones de reales, el diario El Liberal recaudaba fondos para un buque que se llamaría Patria. El Imparcial proponía que cada región sufragase un buque, y La América Española otro que se llamase Cervantes. El Resumen otro que se llamara Prensa. La Gaceta Universal abría con 10 000 reales para otra suscripción, etc.
Todo ello quedó en nada, salvo la iniciativa, más seria, del Centro del Ejército y de la Armada, entidad que sufragó la construcción del torpedero Ejército en los astilleros de Otero, Gil y Cía. de la Graña, buque que, evidentemente, no podía llegar a prestar servicio en la peligrosa coyuntura.
Por lo demás, los grandes capitales no se quedaron atrás. El marqués de Comillas ofreció al gobierno su flota, y sus servicios el Banco Hispano Colonial, el Crédito Mercantil, los Ferrocarriles del Norte de España y muchas otras entidades; sobresalieron las empresas industriales con alguna relación con lo naval.

## La Marina Imperial Alemana

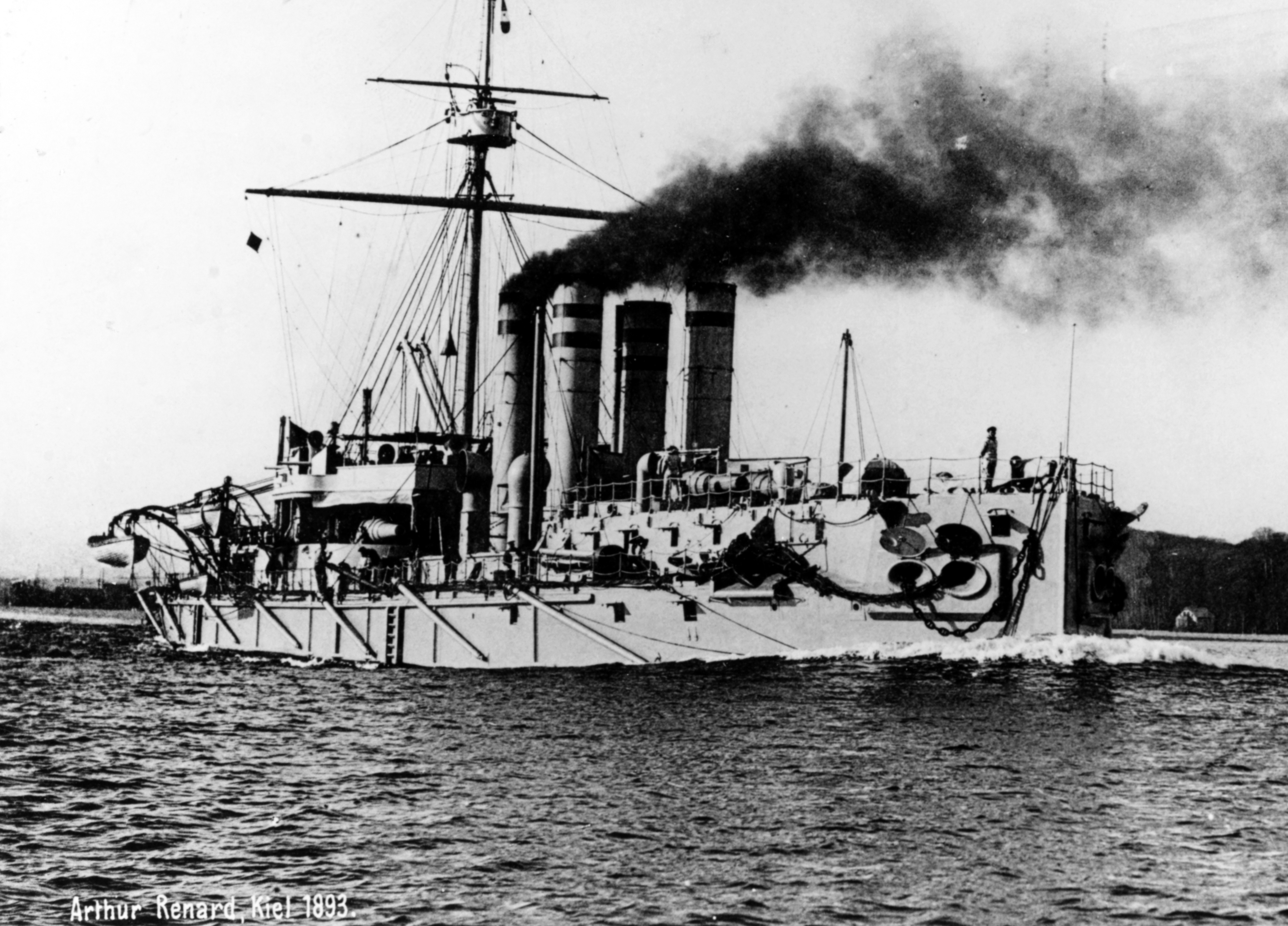
El acorazado alemán Bayern en 1893.

En 1885, pese a no disponer de buques realmente modernos (se la consideraba una marina de segundo orden) y apegada todavía a una mentalidad defensiva y esencialmente continental, la Marina Imperial era muy superior a la española por varios motivos:
- Uno era el de la calidad y cantidad de buques.
- Otro, el de la organización de los arsenales para el rápido alistamiento de los buques.
- Otro más era el considerable despliegue de su industria pesada, que proporcionaba, entre otros, el excelente material de artillería de Krupp, cuyas piezas a retrocarga eran superiores a las británicas de avancarga comunes por entonces en los buques españoles.

Pese a ser todavía una marina de segundo rango, basta una somera exposición de su orden de batalla para mostrar su superioridad sobre la española. En 1885, la flota imperial disponía de:
- Ocho fragatas acorazadas de arboladura completa, semejantes a las españolas, pero de mayor tamaño, velocidad, armamento y modernidad, botadas entre 1867 y 1874, de 6197 a 10 591 toneladas: Friedrich Carl, Kronprinz, König Wilhelm, Hansa, Friedrich der Grosse, Preussen, Kaiser y Deutschland.
- Cuatro acorazados más modernos de la clase Sachsen, pero de limitado radio de acción y 7677 toneladas: Sachsen, Bayern, Würtemberg y Baden, botados entre 1877 y 1880.
- Doce corbetas de hierro (y tres más alistándose) botadas entre 1875 y 1881, de 4553 y 2387 toneladas, superiores tanto a las fragatas de hélice españolas como a los cruceros.
- Seis fragatas y corbetas de hélice y casco de madera de ya escaso valor militar.
- Diez grandes cañoneros (donde se incluía el Iltis).
- Catorce guardacostas acorazados de pequeño tamaño entre las 1800 toneladas del mayor y las 914 toneladas de los más pequeños.
- Una treintena de torpederos, número en rápida expansión con modelos de prestigio internacional.

El jefe de la Comisión en Alemania, Segismundo Bermejo (ministro de Marina en 1898), señalaba el 19 de septiembre que la escuadra de instrucción alemana en vez de desarmarse según costumbre el 10 de octubre, había recibido orden de concentrarse en Wilhelmshaven, estar lista para recibir comisión y ocuparse en ejercicios de artillería y desembarco, recibiendo víveres para seis meses.
La escuadra la componían los acorazados Friedrich Karl, Hansa y Bayern, así como las corbetas de hierro Stein, Sophie y Olga y el pequeño aviso Sperber.

## Resolución del conflicto
Bismarck, conocedor de la gravedad de la enfermedad del rey Alfonso XII, cuya muerte podía desestabilizar España (fallecería el 25 de noviembre), propuso el 2 de octubre que el papa León XIII actuara como mediador del conflicto, lo que el gobierno español aceptó. El 22 octubre se hizo pública su resolución por la que se reconocía la soberanía española sobre el archipiélago siempre que procediera a su ocupación militar y administrativa y se reconociera la libertad de comercio y de explotación agrícola para Alemania.

1º. Se afirma la soberanía de España sobre las islas Carolinas y Palaos. 2º. El Gobierno español, para hacer efectiva la soberanía, se obliga a establecer, lo más pronto posible, en dicho archipiélago, una administración regular, con fuerza suficiente para garantizar el orden y los derechos adquiridos. 3º. España ofrece a Alemania plena y entera libertad de comercio, de navegación y de pesca en esas mismas islas, como asimismo el derecho de establecer en ellas una estación naval y un depósito de carbón. 4º. Se asegura igualmente a Alemania la libertad de hacer plantaciones en dichas islas y de fundar en ellas establecimientos agrícolas del mismo modo que los súbditos españoles.

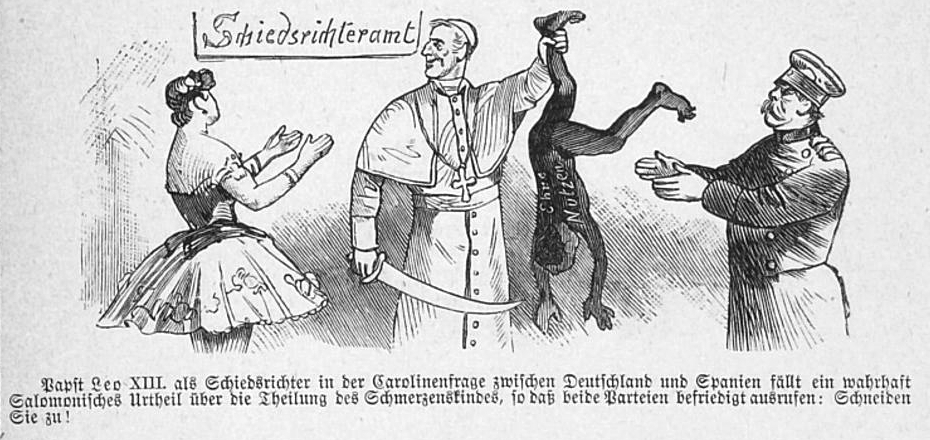
Caricatura del conflicto publicada por el Kladderadatsch, semanario satírico alemán de la época, el 27 de diciembre de 1885. El cartel del fondo dice: "Arbitraje". El pie de imagen dice: "El papa León XIII, como árbitro en la cuestión carolina entre Alemania y España, dictó un veredicto verdaderamente salomónico sobre la división del niño del dolor, de modo que ambas partes exclamaron con satisfacción: ¡Cortadlo!".

El laudo papal fue firmado como Protocolo en Roma por ambas potencias el 17 de diciembre de 1885. Los beneficios concedidos a Alemania fueron ampliados a Gran Bretaña por la mediación papal de 1885. De manera más satisfactoria, Alemania renunció a la estación naval y al depósito de carbón el 20 de agosto de 1886.
Tal arreglo se debió fundamentalmente a la visión de Bismarck, el cual se expresó después de los acontecimientos de forma clara:

¿Qué hacer?... ¿Bombardear las fortalezas marítimas españolas? Muchos me impulsaban a hacerlo, pero yo pensaba que sería preciso gastar quizá unos 100 millones en nuevos odios y en nuevas discordias...

Evidentemente, las islas, para Bismarck, no merecían una guerra y la enemistad de España, que de esta forma pudiera aproximarse a Francia, comprometiendo buena parte de la labor del canciller por aislarla.

## Conclusiones
En el aspecto naval, la crisis de las Carolinas presenta sorprendentes paralelismos con la de 1898.
Ante una situación de indefensión, la opinión cree ingenuamente poderla afrontar con el recurso al corso y a defensas numantinas en tierra, con las suscripciones para la compra de buques o el recuerdo de glorias pasadas.
La escuadra debe de ponerse a punto improvisada y rápidamente, uniendo estas deficiencias a las ya impuestas por la inferioridad o antigüedad de los buques. Faltan defensas costeras que amparen tanto a la fuerza naval como al litoral mismo. Y, de nuevo, se carga la responsabilidad tanto política como militar en los marinos: mientras se decretan puntos de concentración distantes de las bases reales de la escuadra.
Del mismo modo que en 1898, se inician también unas precipitadas y poco exitosas negociaciones de última hora para adquirir buques de cualquier clase en el extranjero.
Poco o nada se aprendió en 1885, cuando trece años después, y de forma entonces trágica, se repitieron muchos de los mismos errores.